# Gobionellus munizi
Gobionellus munizi is een straalvinnige vissensoort uit de familie van grondels (Gobiidae). De wetenschappelijke naam van de soort is voor het eerst geldig gepubliceerd in 1978 door Vergara R..